# Iglesia de San Juan (Palau de Noguera)
La iglesia de San Juan, dedicada a san Juan Bautista es una antigua iglesia parroquial originalmente románica del pueblo de Palau de Noguera, del antiguo término de este mismo nombre, desde 1972 del actual término municipal de Tremp, en la comarca del Pallars Jussá de la provincia de Lérida.

## Historia
Barroca, cuyo altar mayor es neoclásico. La anterior iglesia románica fue construida en 1161 por orden del Hospital y Santa María de Susterris. En 1771 se iniciaron las obras de la actual iglesia sobre el espacio que ocupaba la del siglo XII. En la fachada sudoeste quedan restos de la iglesia primitiva. Destaca, desde el punto de vista arquitectónico, el artesonado que cubre la cubierta esférica del ábside. La iglesia consta de una nave con capillas laterales situadas entre los contrafuertes. Bajo la sacristía hay un espacio que debía ser parte de una cripta.